# Braeburn
Pour les articles homonymes, voir Braeburn (homonymie).

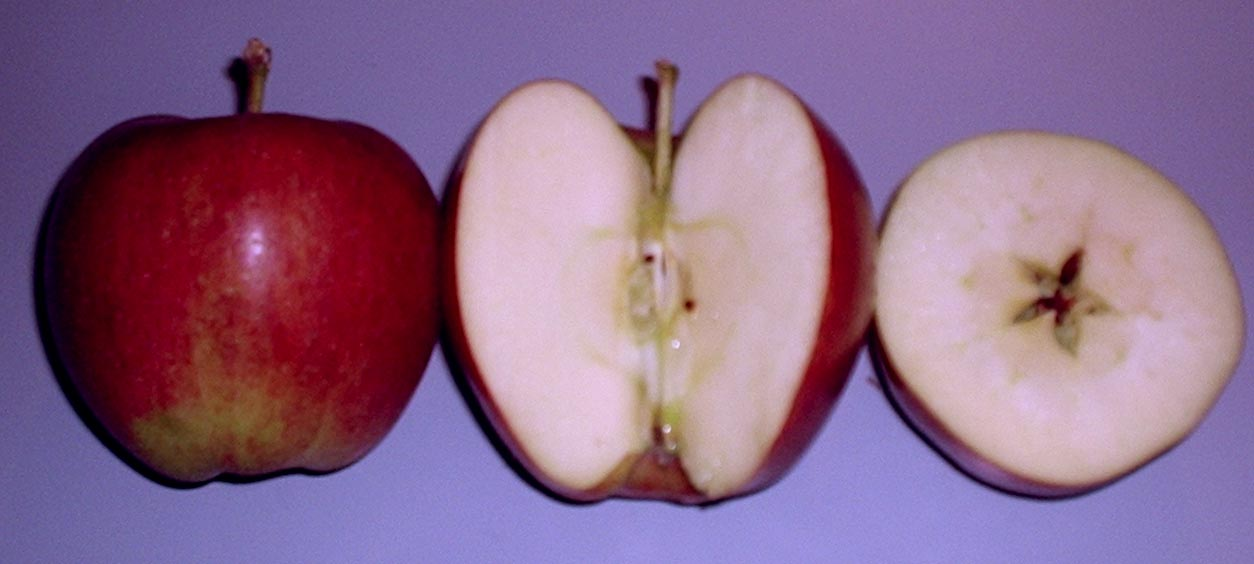
Pomme Braeburn en coupe.

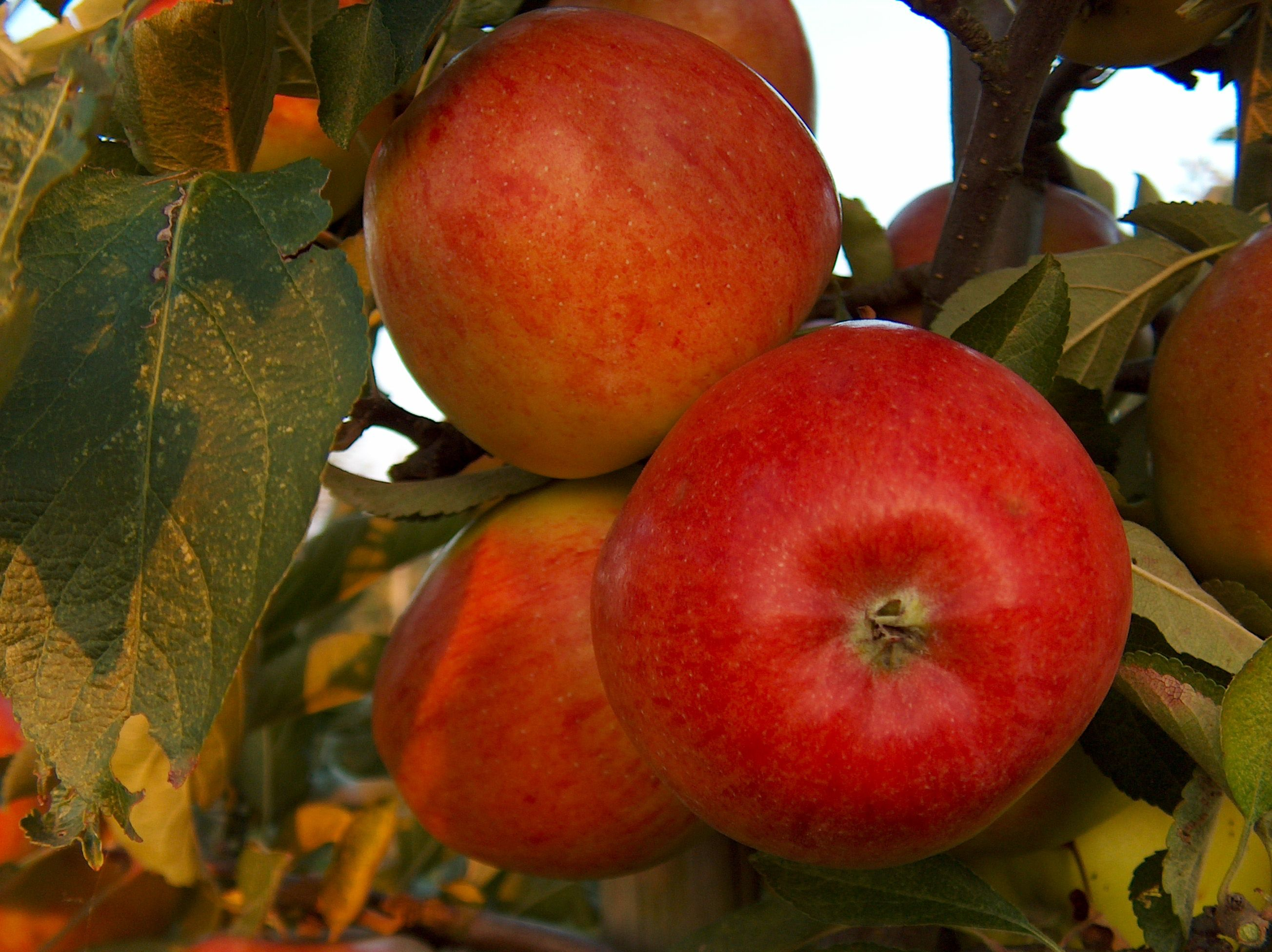

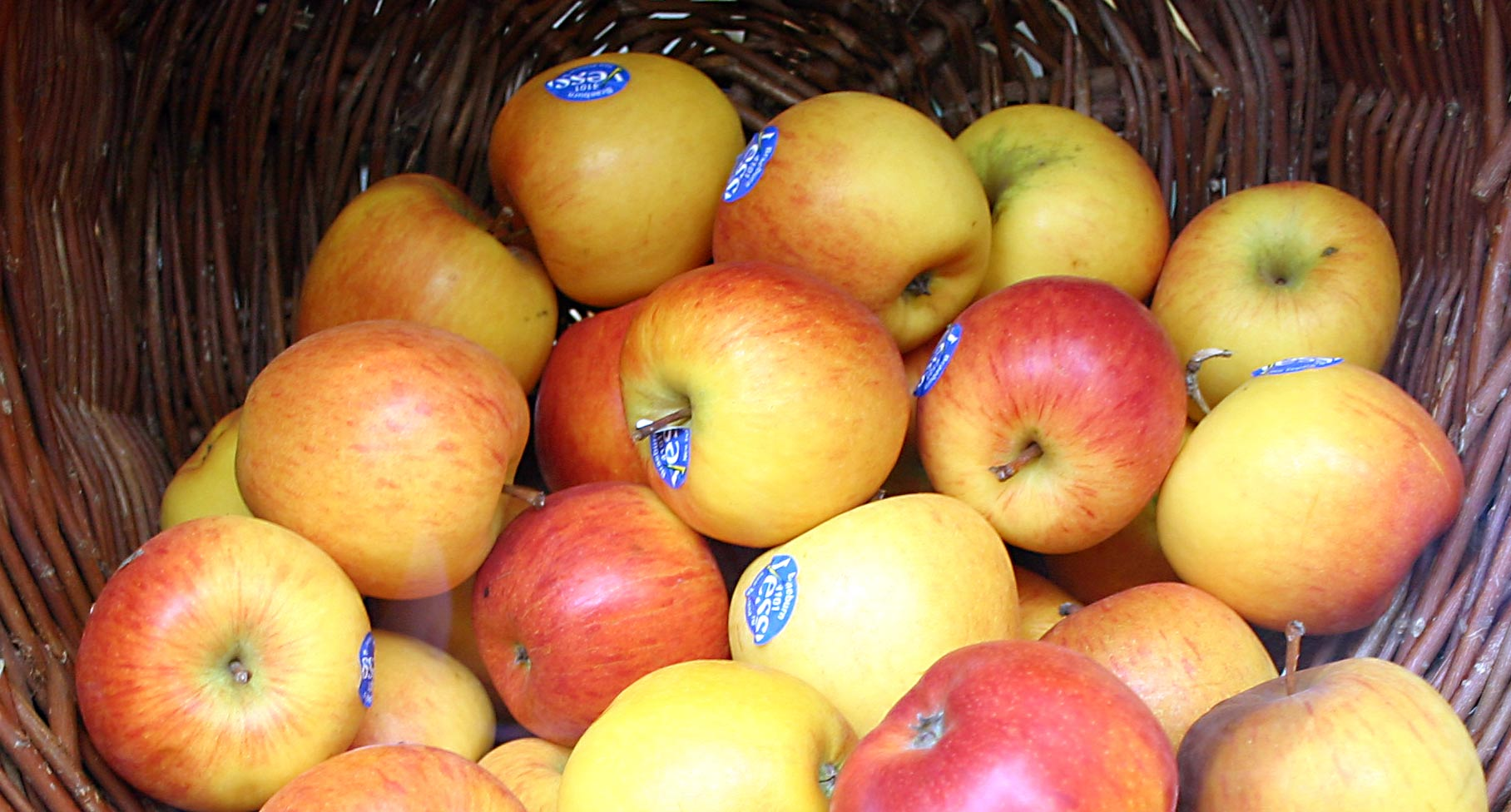
Pommes Braeburn.

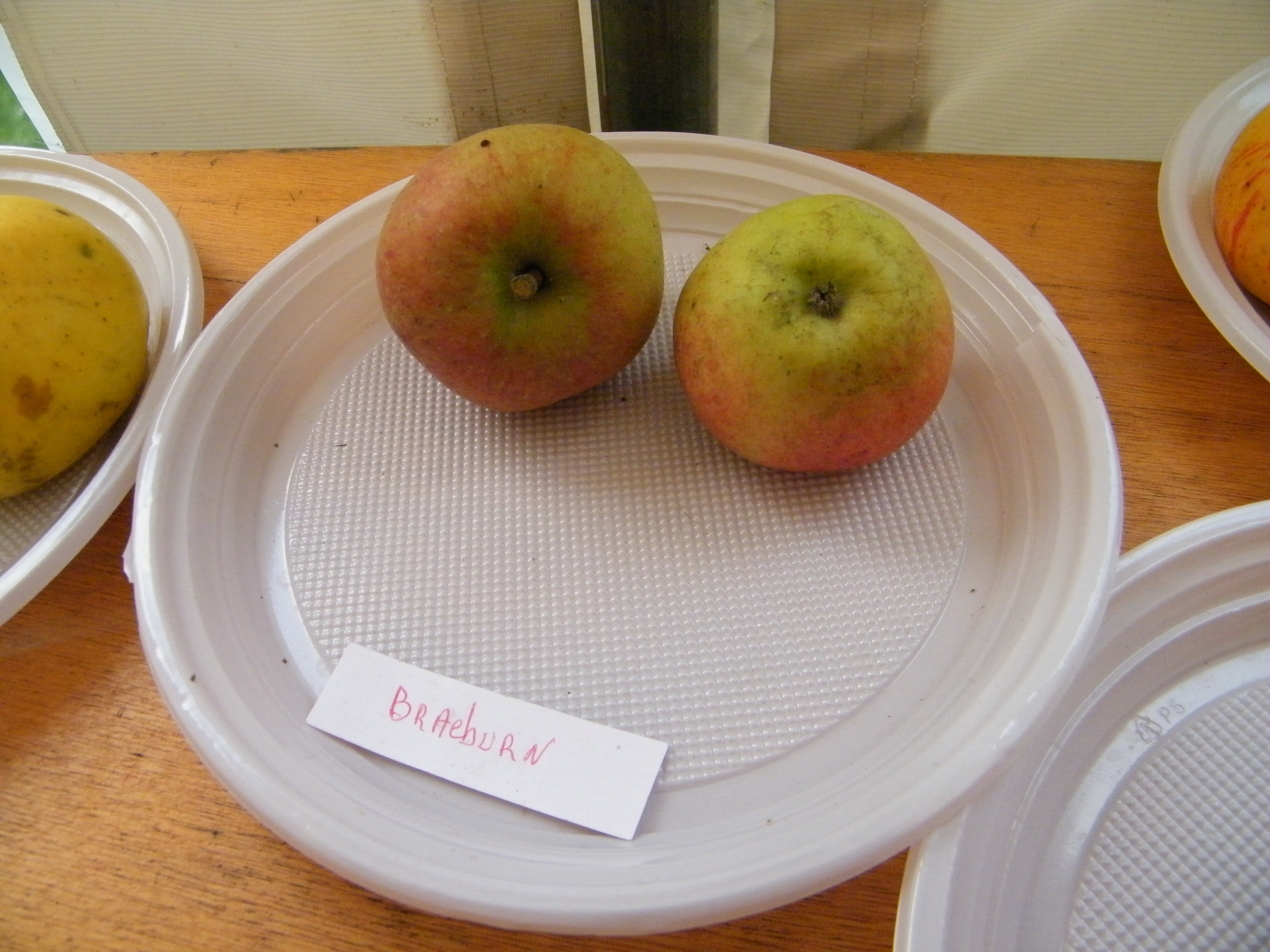
Fruits obtenus sans traitement.

Braeburn est le nom d'un cultivar de pommier domestique.

## Origine
Cette variété de pomme très répandue est née en 1950 d'un semis chanceux (peut-être d'un pépin de Lady Hamil) sur la colline de Braeburn située à 100 km à l'ouest de Wellington en Nouvelle-Zélande.

## Commercialisation
En Nouvelle-Zélande, la Braeburn représente aujourd'hui 40 % de la production nationale de pommes.
Avec environ 10 % de parts de marché, c'est la quatrième pomme la plus vendue en France après la Golden Delicious, la pomme Gala et la Granny Smith.
La Braeburn doit son succès au fait qu'elle réunit tous les critères pour être produite en masse : chaque arbre produit en abondance et rapidement. Facile à cultiver, elle se conserve bien et son goût acidulé renoue avec les anciennes variétés classiques.

## Description
De taille moyenne, la Braeburn est une pomme à croquer juteuse qui peut aussi se cuire. Croquante sans être trop dure, sa fine peau est verte à rayures rouges mais ses couleurs peuvent varier selon de nombreux facteurs.
La Braeburn a une saveur acidulée due à ses origines. En effet, elle serait le croisement d'une « Granny Smith » (acide) et d'une « Lady Hamilton » (plus sucrée).
Elle est disponible d'avril à octobre.

## Pollinisation
- Autofertile[1]
- Pollinisée aussi par : Berlepsch, Cox's Orange Pippin, Reine des reinettes, etc.
- Groupe de floraison : E
- Date de floraison : 6 jours après la Golden Delicious
- S-génotype : S9S24

En France, elle fleurit vers la fin avril.

## Sensibilité aux maladies
- Tavelure : élevée[2]
- Mildiou : élevée
- Rouille : élevée
- Feu bactérien : élevée

La variété braeburn étant assez sensible aux maladies, elle doit être traitée régulièrement et donc ne convient pas bien aux petits jardins familiaux.

## Culture

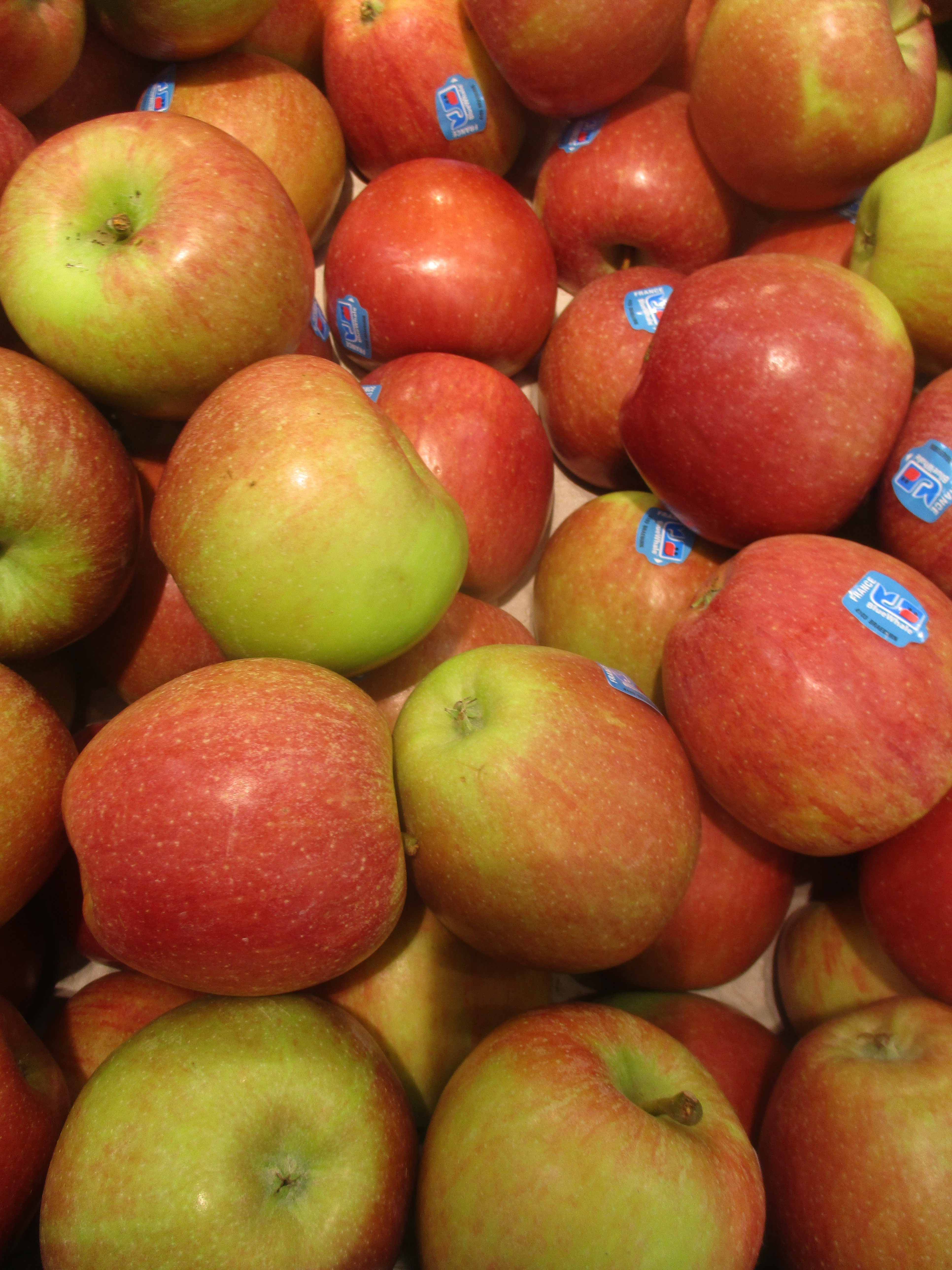
Pommes braeburn dans un étalage.

De vigueur moyenne, le pommier Braeburn apprécie les climats chauds comme celui de la Nouvelle-Zélande dont il est originaire, mais il pousse aussi bien au Chili que dans le sud de la France.
Comme la Granny Smith dont elle est issue, la Braeburn a besoin d'une longue période (175 jours) pour arriver à maturité. En France, elle est mûre à la fin octobre.
Sur un porte-greffe nain, le pommier Braeburn mettra à fruit en à peine 2 ou 3 ans et toujours tôt dans la saison.
La variété n'étant plus protégée, on trouve parfois des pommiers vendus sous le label « Braeburn » alors qu'ils n'en sont pas vraiment.

## Variantes
- Une variante de la Braeburn tendant plus vers le rouge a été nommée « Joburn ». Elle est vendue soit sous ce nom soit sous le nom de marque déposée « Aurora ».

- Un croisement de la Braeburn avec la Royal Gala a donné récemment une nouvelle variété : la pomme Jazz.